# Parlement de Malaisie
15e législature
Bâtiment du Parlement (en)
Le Parlement de Malaisie (en malais : Parlimen Malaysia) est l'institution législatif bicaméral de la Malaisie. Cette institution est mise en place à l'indépendance du pays en 1957 sur le modèle du système législatif britannique dit système de Westminster.
Les deux chambres sont :
- le Dewan Negara (Sénat) qui forme la chambre haute et dont les membres sont élus au scrutin indirect ;
- le Dewan Rakyat (Chambre des représentants) qui forme la chambre basse et dont les membres sont élus[1].

Le parlement de Malaisie se constitue en congrès pour amender la constitution de la Fédération réunissant ainsi les deux chambres. La dernière réunion en congrès, la 12e, a eu lieu le 18 avril 2008.
L'institution siège au bâtiment du Parlement (en) qui se situe dans les jardins du lac Perdana à Kuala Lumpur à proximité de Tugu Negara (en), le monument national malaisien.